# Test In Swedish for University Studies
Le Test In Swedish for University Studies (TISUS) est un test de langue suédoise permettant aux étudiants dont le suédois n'est pas la langue maternelle de pouvoir accéder à l'enseignement supérieur en Suède[réf. nécessaire].
Le test se compose de trois parties :
- compréhension écrite (75 minutes)
- expression écrite (150 minutes)
- expression orale (40 minutes)

Le résultat se résume à deux possibilités : Godkänd (admis) ou Underkänd (recalé).